# Andrzej Szweda-Lewandowski
Andrzej Szweda-Lewandowski (ur. 3 sierpnia 1972 w Łodzi) – polski biolog, leśnik i urzędnik państwowy, w latach 2006–2007 i 2015–2018 podsekretarz stanu w Ministerstwie Środowiska i Główny Konserwator Przyrody. W latach 2018–2023 Generalny Dyrektor Ochrony Środowiska.

## Życiorys
Ukończył studia na Wydziale Biologii i Nauk o Ziemi Uniwersytetu Łódzkiego (specjalizacja biologia środowiskowa) oraz na Wydziale Leśnym Szkoły Głównej Gospodarstwa Wiejskiego w Warszawie. Odbył także studia podyplomowe w zakresie oceny i wyceny zasobów przyrodniczych na Międzyuczelnianym Podyplomowym Studium Oceny i Wyceny Zasobów SGGW oraz podyplomowe studia w zakresie Kompensacji Przyrodniczej w Katedrze Kształtowania i Ochrony Krajobrazu SGGW. Zajmował stanowisko naczelnika Wydziału Ochrony Środowiska dla Dzielnicy Mokotów m.st. Warszawy.
W latach 2006–2007 podsekretarz stanu w Ministerstwie Środowiska oraz Główny Konserwator Przyrody, 19 listopada 2015 ponownie objął te stanowiska. Z rządu odszedł w marcu 2018. W czerwcu 2018 powołano go na stanowisko Generalnego Dyrektora Ochrony Środowiska. W grudniu 2023 zakończył pełnienie tej funkcji.